# Базиотис, Уильям
Уильям Базиотис (англ. William Baziotes; 11 июня 1912, Питтсбург — 6 июня 1963, Нью-Йорк) — американский живописец Нью-Йоркской школы (англ.) абстрактного экспрессионизма, начинавший художественную карьеру как сюрреалист.

## Жизнь и творчество
Уильям Базиотис родился в семье греческих эмигрантов. В 1933—1936 годах он учится в Национальной академии дизайна в Нью-Йорке. В этот период художник ещё далёк от абстракционизма и пишет по большей части натюрморты и пейзажи. В 1936—1941 годах преподаёт живопись в Нью-Йорке. К 1941 году относится знакомство У. Базиотиса с Робертом Мазервеллом, переросшее в дружбу и творческое сотрудничество. Мастер отказывается от натуралистической манеры и обращается к абстракционизму. В 1942 году он участвует в выставке сюрреалистов в Нью-Йорке, в 1945 году состоялась его первая персональная выставка в галерее искусств Пегги Гуггенхайм. В 1948 году участвует — совместно с Р. Мазервеллом, Барнеттом Ньюменом и Марком Ротко — в создании художественной школы Subjects of the Artist School, а позднее — абстракционистского Клуба. С 1952 года преподавал живопись в Городском университете Нью-Йорка, в Хантер-колледже и в Нью-Йоркском университете.
Уильям Базиотес жил со своей женой Этель (в браке с 1941) на Манхэттене, в квартале Морнингсайд-Хайтс, в Нью-Йорке. Здесь он и умер от рака лёгких 6 июня 1963 года в возрасте 50 лет.